# Jamil Joseph
Jamil Joseph (17 gennaio 1991) è un calciatore santaluciano, attaccante del Thackley.